# 9. Sinfonie (Mjaskowski)
Die Sinfonie in e-Moll op. 28 ist die neunte Sinfonie des Komponisten Nikolai Jakowlewitsch Mjaskowski.

## Entstehungsgeschichte
Die ersten Skizzen zur neunten Sinfonie fertigte Mjaskowski im Sommer 1926 in Tutschkowo an. Zu diesem Zeitpunkt war er sich noch nicht sicher, ob das Werk wirklich eine Sinfonie oder eher eine Suite werden sollte. Er selbst nannte es ein „undefinierbares Musiktierchen“. Im November unternahm Mjaskowski seine einzige Auslandsreise, die ihn zuerst nach Warschau zur Einweihung des Chopin-Denkmals und anschließend nach Wien führte. Dort traf er den Direktor des Universal-Verlags A. I. Dsimitrowski, um einen Vertrag über die Herausgabe seiner Kammermusikwerke zu unterschreiben. Mjaskowski zog es aber schnell zurück nach Russland, um sich wieder um seine Schüler zu kümmern und um an seinen Kompositionen weiterzuarbeiten. In Moskau arbeitete er die im Sommer angefertigten Skizzen zu den Entwürfen einer Sinfonie aus, anschließend widmete er sich der Konzeption der zehnten Sinfonie. Erst danach instrumentierte er die neunte Sinfonie, die Ende 1927 fertig war.

## Analyse
Die relativ groß angelegte Sinfonie ist wieder viersätzig und wieder sind die Positionen des Scherzos und des langsamen Satzes vertauscht. Die Musik ähnelt der siebten Sinfonie und steht im Kontrast zur zehnten, wie die siebte zur sechsten. Der Charakter ist überwiegend träumerisch und lyrisch, die Spannungen der früheren Sinfonien fehlen. Mjaskowski hatte sich in dieser Zeit näher mit der Musik Debussys beschäftigt und sich von Prokofjew aus Paris einige Partituren schicken lassen. An Debussy bewunderte er nach eigenen Worten die Art, das „liebliche Atmen der Natur“ in seiner Musik darzustellen. Das Themenmaterial ist unkompliziert gestaltet und basiert größtenteils auf Volksliedern oder volksliedähnlichen Melodien. Mjaskowski verwendet reiche Polyphonie, trotzdem bleibt die Musik immer durchschaubar. Manche Melodien und Motive ziehen sich durch das ganze Stück.
Der erste Satz beginnt mit einigen dissonanten Akkorden, die eine geheimnisvolle Atmosphäre schaffen. Erst der letzte dieser Akkorde hat mit e-Moll eine klare Tonart und leitet das zweite Thema ein, das mit „Moderato malinconico“ bezeichnet ist. Die Melodie wird kontrapunktisch mit dem ersten Thema (der Melodie der Anfangsakkorde) verwoben und variiert. Später wird es noch mit einer Triolen-Figur der Bläser unterlegt. In der Mitte des Satzes erscheint ein Teil in C-Dur, der an manchen Stellen schon das Thema des zweiten Satzes vorwegnimmt. Die Reprise bringt alle Formteile und der Satz endet mit einer deutlichen Beruhigung, in der vereinzelt Fragmente der Melodien erklingen. Der zweite Satz ist eine Sonatenform in gis-Moll und hat eine insgesamt hellere Stimmung als der erste Satz. Dem Hauptthema, welches schon im ersten Satz zu hören war, folgt ein zweites, das liedhaft und rhythmisch ist. Der Rest des Satzes folgt dem formalen Muster, nur in der Coda wird die Stimmung etwas verbitterter und zorniger. Das Thema des dritten Satzes beschreibt S. Gulinskaja als eine der „schönsten und innigsten Melodien Mjaskowskis“.

## Rezeption und Kritik
Die Sinfonie wurde am 29. April 1928, also erst nach der Uraufführung der zehnten Sinfonie, uraufgeführt. Die Sinfonie war ein Erfolg, auch wenn sie zu den eher unbedeutenden Werken des Komponisten zählt. Mjaskowski hatte sie von vornherein als „sinfonisches Intermezzo“ bezeichnet und der fast zeitgleich entstandenen zehnten Sinfonie mehr Bedeutung beigemessen. Der Komponist war mit diesem Werk trotzdem sehr zufrieden, seiner Meinung nach war es sein erstes „für Orchester leicht spielbares, d. h. in musizierpraktischer Hinsicht bequem eingerichtetes“ Werk. Gewidmet ist das Werk dem Dirigenten Nikolai Malko, der Mjaskowskis fünfte Sinfonie uraufgeführt hatte.